# AWESOME RADIO SHOW
『AWESOME RADIO SHOW.』（オーサム レディオ ショー）は、2018年8月10日から2019年3月29日までTOKYO FMで毎週金曜 12:00 - 14:00に生放送で放送されていたラジオ番組。

## 番組概要
2004年4月から2018年8月3日まで放送されていた週末エンターテイメント番組「よんぱち」の後継番組として、2018年8月10日から放送開始した。
これは、TOKYO FM GINZA SONY PARK STUDIOというサテライトスタジオが2018年8月9日にオープンすることに伴い、金曜日のワイド番組を中心に番組改編を行った。ただし、当番組はこれまで通り半蔵門のTOKYO FMのスタジオから放送していた。
金曜エンタメワイド番組枠をこれまでの13:00-16:30から12:00-16:55に拡大し、12:00-14:00を当番組「AWESOME RADIO SHOW」が、14:00-16:55を新番組「TOKYO SOUNDS GOOD」が担うことになった。
2019年3月29日をもって番組は終了。4月5日からは「鈴木おさむと小森隼の相談フライデー」という番組名で12:00 - 13:00まで放送され、13:00 - 13:55は朝のワイド番組「中西哲生のクロノス」を担当してきた中西哲生がGINZA SONY PARK STUDIOから生放送を行うスポーツ情報番組「TOKYO SPORTS GOOD」が開始された。

## 番組沿革
- 2018年8月10日 - 放送開始

## パーソナリティー
現在（2018年8月-）
- 鈴木おさむ
- 小森隼 (GENERATIONS from EXILE TRIBE)

## タイムテーブル
（2018年8月現在）
※＜＞内は提供
- 12:00 オープニング
- 12:53 TOKYO FM トラフィックレポート
- 13:00 13時台オープニング
- 13:30 TOKYO FM トラフィックレポート
- 13:47 TOKYO FM NEWS・TOKYO FM トラフィックレポート
- 13:55 エンディング

※これまで金曜ワイド番組内ではTOKYO FM NEWSが定時55分から放送され、パーソナリティから担当者（報道情報センター）への掛け合いがなかったが、
当番組より番組内に組み込まれ（時間が変動）、パーソナリティから担当者（報道情報センター）への掛け合いが復活した。